# Warmingia
Warmingia é um género botânico pertencente à família das orquídeas (Orchidaceae). Foi proposto por Rchb.f. em Otia Botanica Hamburgensia 87, em 1881. A espécie tipo do gênero é a Warmingia eugenii Rchb.f. O nome deste gênero é uma homenagem ao coletor dinamarquês de orquídeas Eugenius Warming. Havia outro gênero de plantas com este nome anteriormente, pertencente a família Anacardiaceae, porém considerado inválido.

## Distribuição
Apenas quatro ou cinco espécies epífitas, de crescimento cespitoso, compõem este gênero aparentado com Notylia. Somente uma no Brasil e Argentina, ou duas, se considerarmos espécie autônoma exemplares com alguma variação morfológica. As outras espécies, uma é do Equador, uma da Bolívia e a outra da Costa Rica, sempre ocorrendo em florestas úmidas.

## Descrição
São miniaturas, de pseudobulbos pequenos, cilíndricos ou cônicos, com uma única estreita folha levemente coriácea com pecíolo curto e comparativamente muito grande. As flores nascem em inflorescência racemosa pendente que comporta muitas flores. As flores apresentam sépalas e pétalas de formato e tamanho similares, acuminadas, as pétalas levemente mais largas e de margens denteadas. O labelo é séssil ou unguiculado, profundamente trilobado, com os lobos laterais grandes distendidos para os lados, de margens serrilhadas, e o mediano alongado e estreito parecendo-se um pouco com as pétalas. A antera é dorsal.

## Espécies
1. Warmingia buchtienii (Schltr.) Schltr. ex Garay & Christenson, Lindleyana 11: 25 (1996).
2. Warmingia eugenii Rchb.f., Otia Bot. Hamburg.: 87 (1881).
3. Warmingia holopetala Kraenzl., Vidensk. Meddel. Naturhist. Foren. Kjøbenhavn 71: 176 (1920).
4. Warmingia zamorana Dodson, Icon. Pl. Trop., II, 6: t. 599 (1989).